# Jaime Díaz Rozzotto
Jaime Díaz Rozzotto (Quetzaltenango, 18 de diciembre de 1918 − Marchaux, 29 de octubre de 2011) fue un filósofo de origen guatemalteco.

## Biografía
Fue Doctor en filosofía de la Universidad Nacional Autónoma de México. Fue secretario general de la presidencia en el gobierno del coronel Jacobo Arbenz Guzmán. Fue fundador de la revista Horizonte (sobre Artes y Ciencias) publicada entre 1953 y 1954, y coeditor de la revista Presencia en Guatemala. Fue profesor universitario en las universidades de San Carlos de Guatemala, de Michoacán, México, de París, del Franco Condado, Besançon, (Francia) entre 1959 y 1987.

## Obras
- Seis cantos a la estatua de la Libertad,

- Informe al Partido Renovación Nacional

- El carácter de la Revolución Guatemalteca

- La Gnoseología del Neopositivismo

- Le Général des caraibes

- Lateinnamerika: ein kontinent wird geschmiedet (Cómo se forma un continente: la revolución en América Latina)

- La maravilla del descubrimiento

- El papel quemado.